# Lijst van vlaggen van Egyptische deelgebieden
Dit artikel bevat een lijst van vlaggen van Egyptische deelgebieden. Egypte is ingedeeld in 27 gouvernementen, die elk een vlag hebben.

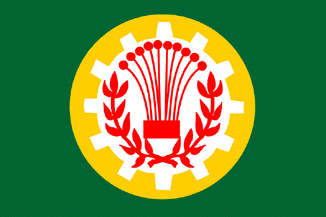
Ad Daqahliyah
Al Buhayrah
Alexandrië
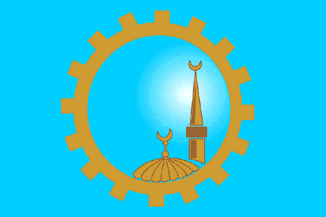
Al Gharbiyah
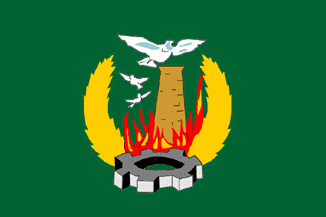
Al Minufiyah
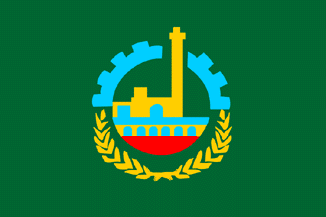
Al Qalyubiyah
Ash Sharqiyah
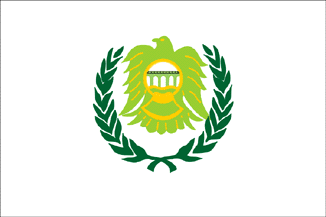
Assioet
Aswan
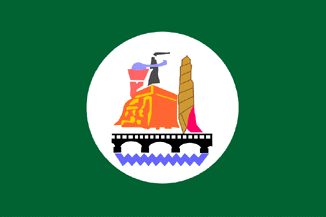
Beni Suef
Caïro
Damietta
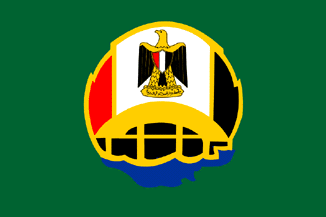
Fajoem
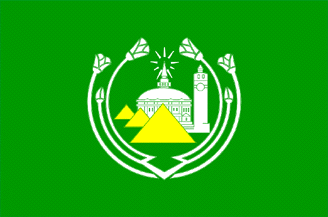
Gizeh
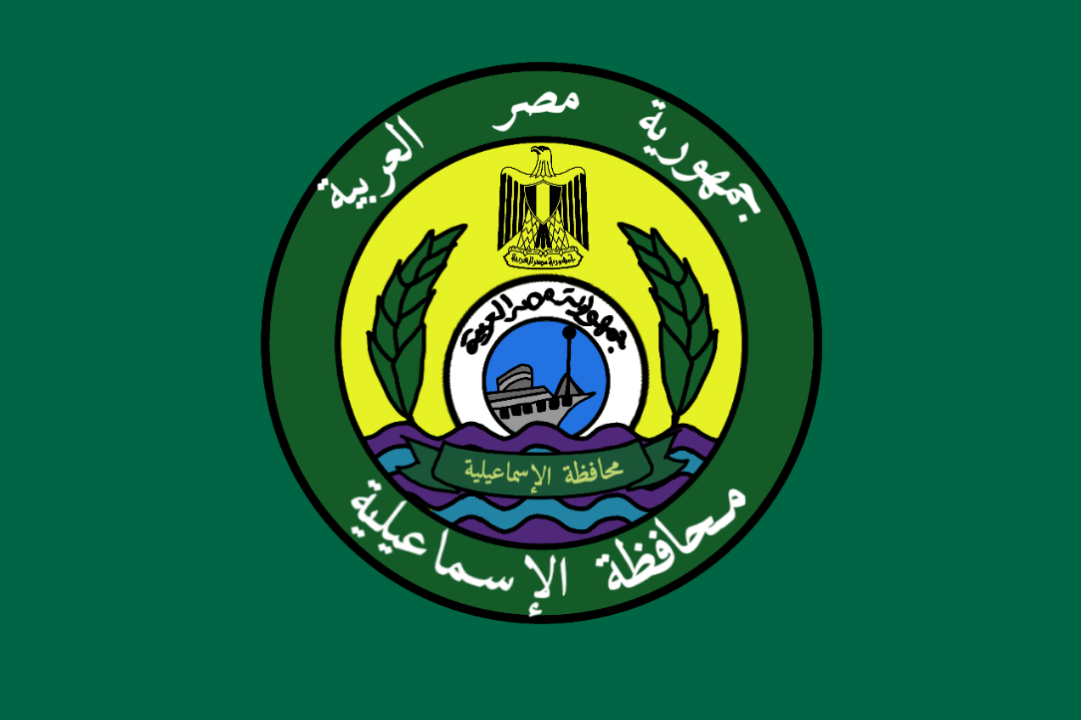
Ismaïlia
Kafr el Sheikh
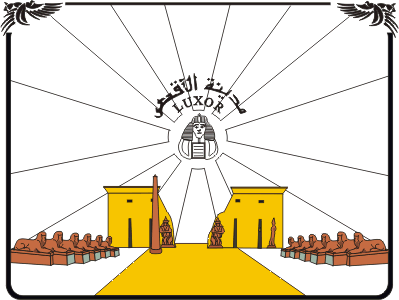
Luxor
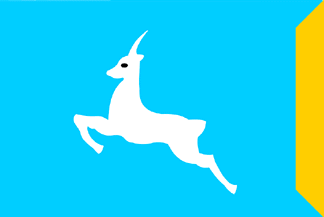
Matruh
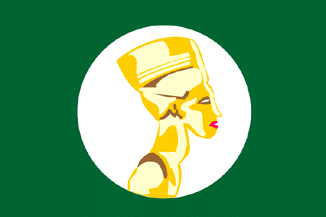
Minya
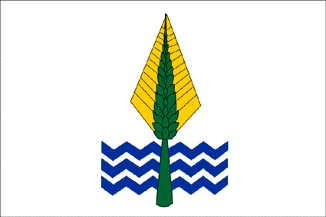
Nieuwe Vallei
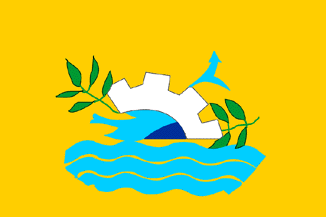
Noord-Sinaï
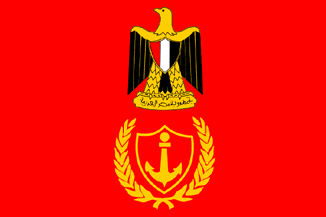
Port Said
Qina
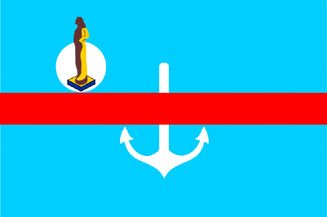
Rode Zee
Suez
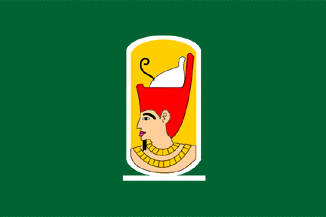
Suhaj
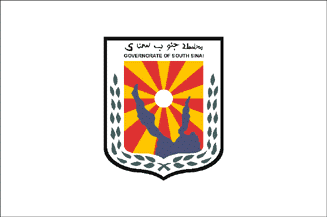
Zuid-Sinaï